# Cincinnati Open 2025 - Qualificazioni singolare maschile
Le qualificazioni del singolare maschile del Cincinnati Open 2025 sono state un torneo di tennis preliminare per accedere alla fase finale della manifestazione disputate il 5 e il 6 agosto 2025. I vincitori dell'ultimo turno sono entrati di diritto nel tabellone principale. In caso di ritiro di uno o più giocatori aventi diritto a questi subentreranno i lucky loser, ossia i giocatori che hanno perso nell'ultimo turno ma che hanno una classifica più alta rispetto agli altri partecipanti.

## Teste di serie
1. Arthur Cazaux (ultimo turno, lucky loser)
2. Mariano Navone (ultimo turno, lucky loser)
3. Juan Manuel Cerúndolo (primo turno)
4. Pablo Carreño Busta (primo turno)
5. Adrian Mannarino (qualificato)
6. Luca Nardi (ultimo turno, lucky loser)
7. Aleksandar Vukic (ultimo turno, lucky loser)
8. Alexander Shevchenko (ultimo turno, ritirato)
9. Tristan Schoolkate (primo turno)
10. James Duckworth (primo turno)
11. Tseng Chun-hsin (ritirato)
12. Valentin Royer (qualificato)

1. Nikoloz Basilashvili (ultimo turno)
2. Liam Draxl (ultimo turno)
3. Emilio Nava (qualificato)
4. Cristian Garín (primo turno)
5. Dalibor Svrčina (ultimo turno)
6. Alexander Blockx (qualificato)
7. Shintaro Mochizuki (ultimo turno)
8. Eliot Spizzirri (primo turno)
9. Matteo Gigante (primo turno)
10. Thiago Agustín Tirante (qualificato)
11. Térence Atmane (qualificato)
12. Daniel Elahi Galán (qualificato)

## Qualificati
1. Thiago Agustín Tirante
2. Emilio Nava
3. Coleman Wong
4. Leandro Riedi
5. Adrian Mannarino
6. Alexander Blockx

1. Patrick Kypson
2. Daniel Elahi Galán
3. Colton Smith
4. Térence Atmane
5. Martín Landaluce
6. Valentin Royer

### Lucky loser
1. Mariano Navone
2. Luca Nardi

1. Arthur Cazaux
2. Aleksandar Vukic

## Tabellone

### Sezione 1
|  | Primo turno | Primo turno            | Primo turno | Primo turno | Primo turno |  |  | Ultimo turno | Ultimo turno           | Ultimo turno           | Ultimo turno | Ultimo turno |  |
|  |             |                        |             |             |             |  |  |              |                        |                        |              |              |  |
|  | 1           | Arthur Cazaux          | 4           | 6           | 6           |  |  |              |                        |                        |              |              |  |
|  |             | Mark Lajal             | 6           | 1           | 2           |  |  | 1            | Arthur Cazaux          | Arthur Cazaux          | 67           | 3            |  |
|  |             | James Trotter          | 2           | 6           | 3           |  |  | 22           | Thiago Agustín Tirante | Thiago Agustín Tirante | 79           | 6            |  |
|  | 22          | Thiago Agustín Tirante | 6           | 3           | 6           |  |  |              |                        |                        |              |              |  |

### Sezione 2
|  | Primo turno | Primo turno        | Primo turno       | Primo turno | Primo turno |  |  | Ultimo turno | Ultimo turno   | Ultimo turno   | Ultimo turno | Ultimo turno |  |
|  |             |                    |                   |             |             |  |  |              |                |                |              |              |  |
|  | 2           | Mariano Navone     | 62                | 6           | 6           |  |  |              |                |                |              |              |  |
|  |             | Jan-Lennard Struff | 7                 | 2           | 4           |  |  | 2            | Mariano Navone | Mariano Navone | 5            | 4            |  |
|  |             | Mikhail Kukushkin  | Mikhail Kukushkin | 5           | 2           |  |  | 15           | Emilio Nava    | Emilio Nava    | 7            | 6            |  |
|  | 15          | Emilio Nava        | Emilio Nava       | 7           | 6           |  |  |              |                |                |              |              |  |

### Sezione 3
|  | Primo turno | Primo turno           | Primo turno           | Primo turno | Primo turno |  |  | Ultimo turno | Ultimo turno       | Ultimo turno       | Ultimo turno | Ultimo turno |  |
|  |             |                       |                       |             |             |  |  |              |                    |                    |              |              |  |
|  | 3           | Juan Manuel Cerúndolo | Juan Manuel Cerúndolo | 2           | 3           |  |  |              |                    |                    |              |              |  |
|  |             | Coleman Wong          | Coleman Wong          | 6           | 6           |  |  |              | Coleman Wong       | Coleman Wong       | 7            | 6            |  |
|  | PR          | Facundo Bagnis        | 6                     | 3           | 4           |  |  | 19           | Shintaro Mochizuki | Shintaro Mochizuki | 65           | 3            |  |
|  | 19          | Shintaro Mochizuki    | 3                     | 6           | 6           |  |  |              |                    |                    |              |              |  |

### Sezione 4
|  | Primo turno | Primo turno         | Primo turno         | Primo turno | Primo turno |  |  | Ultimo turno | Ultimo turno  | Ultimo turno  | Ultimo turno | Ultimo turno |  |
|  |             |                     |                     |             |             |  |  |              |               |               |              |              |  |
|  | 4           | Pablo Carreño Busta | Pablo Carreño Busta | 63          | 4           |  |  |              |               |               |              |              |  |
|  | PR          | Leandro Riedi       | Leandro Riedi       | 7           | 6           |  |  | PR           | Leandro Riedi | Leandro Riedi | 79           | 6            |  |
|  | PR          | Lloyd Harris        | 7                   | 4           | 7           |  |  | PR           | Lloyd Harris  | Lloyd Harris  | 67           | 3            |  |
|  | 20          | Eliot Spizzirri     | 65                  | 6           | 62          |  |  |              |               |               |              |              |  |

### Sezione 5
|  | Primo turno | Primo turno      | Primo turno      | Primo turno | Primo turno |  |  | Ultimo turno | Ultimo turno     | Ultimo turno     | Ultimo turno | Ultimo turno |  |
|  |             |                  |                  |             |             |  |  |              |                  |                  |              |              |  |
|  | 5           | Adrian Mannarino | Adrian Mannarino | 6           | 6           |  |  |              |                  |                  |              |              |  |
|  |             | Mitchell Krueger | Mitchell Krueger | 1           | 1           |  |  | 5            | Adrian Mannarino | Adrian Mannarino | 6            | 6            |  |
|  |             | Yosuke Watanuki  | Yosuke Watanuki  | 2           | 0           |  |  | 17           | Dalibor Svrčina  | Dalibor Svrčina  | 3            | 4            |  |
|  | 17          | Dalibor Svrčina  | Dalibor Svrčina  | 6           | 6           |  |  |              |                  |                  |              |              |  |

### Sezione 6
|  | Primo turno | Primo turno      | Primo turno      | Primo turno      | Primo turno |  |  | Ultimo turno | Ultimo turno     | Ultimo turno     | Ultimo turno | Ultimo turno |  |
|  |             |                  |                  |                  |             |  |  |              |                  |                  |              |              |  |
|  | 6           | Luca Nardi       | Luca Nardi       | 6                | 6           |  |  |              |                  |                  |              |              |  |
|  | WC          | Aidan Mayo       | Aidan Mayo       | 3                | 2           |  |  | 6            | Luca Nardi       | Luca Nardi       | 4            | 3            |  |
|  |             | Alibek Kachmazov | Alibek Kachmazov | Alibek Kachmazov | 2r          |  |  | 18           | Alexander Blockx | Alexander Blockx | 6            | 6            |  |
|  | 18          | Alexander Blockx | Alexander Blockx | Alexander Blockx | 4           |  |  |              |                  |                  |              |              |  |

### Sezione 7
|  | Primo turno | Primo turno      | Primo turno    | Primo turno | Primo turno |  |  | Ultimo turno | Ultimo turno     | Ultimo turno     | Ultimo turno | Ultimo turno |  |
|  |             |                  |                |             |             |  |  |              |                  |                  |              |              |  |
|  | 7           | Aleksandar Vukic | 7              | 63          | 7           |  |  |              |                  |                  |              |              |  |
|  | WC          | Murphy Cassone   | 5              | 7           | 64          |  |  | 7            | Aleksandar Vukic | Aleksandar Vukic | 63           | 64           |  |
|  | WC          | Patrick Kypson   | Patrick Kypson | 6           | 6           |  |  | WC           | Patrick Kypson   | Patrick Kypson   | 7            | 7            |  |
|  | 21          | Matteo Gigante   | Matteo Gigante | 3           | 2           |  |  |              |                  |                  |              |              |  |

### Sezione 8
|  | Primo turno | Primo turno          | Primo turno        | Primo turno | Primo turno |  |  | Ultimo turno | Ultimo turno         | Ultimo turno         | Ultimo turno | Ultimo turno |  |
|  |             |                      |                    |             |             |  |  |              |                      |                      |              |              |  |
|  | 8           | Alexander Shevchenko | 7                  | 68          | 6           |  |  |              |                      |                      |              |              |  |
|  | WC          | Tyler Zink           | 62                 | 710         | 3           |  |  | 8            | Alexander Shevchenko | Alexander Shevchenko | 6            | 1r           |  |
|  |             | Taro Daniel          | Taro Daniel        | 5           | 2           |  |  | 24           | Daniel Elahi Galán   | Daniel Elahi Galán   | 78           | 4            |  |
|  | 24          | Daniel Elahi Galán   | Daniel Elahi Galán | 7           | 6           |  |  |              |                      |                      |              |              |  |

### Sezione 9
|  | Primo turno | Primo turno          | Primo turno        | Primo turno | Primo turno |  |  | Ultimo turno | Ultimo turno         | Ultimo turno         | Ultimo turno | Ultimo turno |  |
|  |             |                      |                    |             |             |  |  |              |                      |                      |              |              |  |
|  | 9           | Tristan Schoolkate   | Tristan Schoolkate | 4           | 4           |  |  |              |                      |                      |              |              |  |
|  |             | Colton Smith         | Colton Smith       | 6           | 6           |  |  |              | Colton Smith         | Colton Smith         | 7            | 6            |  |
|  |             | Christopher Eubanks  | 4                  | 6           | 62          |  |  | 13           | Nikoloz Basilashvili | Nikoloz Basilashvili | 5            | 1            |  |
|  | 13          | Nikoloz Basilashvili | 6                  | 4           | 7           |  |  |              |                      |                      |              |              |  |

### Sezione 10
|  | Primo turno | Primo turno     | Primo turno     | Primo turno | Primo turno |  |  | Ultimo turno | Ultimo turno   | Ultimo turno   | Ultimo turno | Ultimo turno |  |
|  |             |                 |                 |             |             |  |  |              |                |                |              |              |  |
|  | 10          | James Duckworth | James Duckworth | 64          | 4           |  |  |              |                |                |              |              |  |
|  |             | Li Tu           | Li Tu           | 7           | 6           |  |  |              | Li Tu          | Li Tu          | 5            | 3            |  |
|  |             | Omar Jasika     | Omar Jasika     | 5           | 4           |  |  | 23           | Térence Atmane | Térence Atmane | 7            | 6            |  |
|  | 23          | Térence Atmane  | Térence Atmane  | 7           | 6           |  |  |              |                |                |              |              |  |

### Sezione 11
|  | Primo turno | Primo turno      | Primo turno | Primo turno | Primo turno |  |  | Ultimo turno | Ultimo turno     | Ultimo turno | Ultimo turno | Ultimo turno |  |
|  |             |                  |             |             |             |  |  |              |                  |              |              |              |  |
|  | Alt         | Arthur Fery      | 7           | 4           | 7           |  |  |              |                  |              |              |              |  |
|  |             | Zachary Svajda   | 63          | 6           | 64          |  |  | Alt          | Arthur Fery      | 2            | 7            | 2            |  |
|  |             | Martín Landaluce | 6           | 3           | 7           |  |  |              | Martín Landaluce | 6            | 65           | 6            |  |
|  | 16          | Cristian Garín   | 4           | 6           | 65          |  |  |              |                  |              |              |              |  |

### Sezione 12
|  | Primo turno | Primo turno         | Primo turno         | Primo turno | Primo turno |  |  | Ultimo turno | Ultimo turno   | Ultimo turno | Ultimo turno | Ultimo turno |  |
|  |             |                     |                     |             |             |  |  |              |                |              |              |              |  |
|  | 12          | Valentin Royer      | Valentin Royer      | 6           | 6           |  |  |              |                |              |              |              |  |
|  |             | Juan Pablo Ficovich | Juan Pablo Ficovich | 1           | 2           |  |  | 12           | Valentin Royer | 2            | 6            | 6            |  |
|  | WC          | Andres Martin       | Andres Martin       | 3           | 63          |  |  | 14           | Liam Draxl     | 6            | 3            | 4            |  |
|  | 14          | Liam Draxl          | Liam Draxl          | 6           | 7           |  |  |              |                |              |              |              |  |